# جيورجيو غيزي
جيورجيو غيزي (بالإيطالية: Giorgio Ghezzi)‏ (مواليد 11 يوليو 1930) هو لاعب كرة قدم. يلعب مع منتخب إيطاليا لكرة القدم. سبق له أن لعب في كأس العالم لكرة القدم مع منتخب بلاده.

## مسيرته الكروية
لعب جيورجيو غيزي خلال مسيرته الاحترافية مع 5 أندية في سبعة عشر موسمًا ولم يسجل خلالها أي هدف ضمن 412 مباراة. ولم يفز بأي موسم بالكأس وفاز في ثلاثة مواسم بالدوري.
خاض جيورجيو غيزي مسيرته مع نادي ريميني في موسم 1948–49 لمدة موسم واحد، لم يشارك في أي مباراة ولم يسجل أي هدف. ثم انتقل إلى نادي مودينا في موسم 1949–50 ولمدة موسمين، حيث شارك في 62 مباراة ولم يسجل أي هدف أيضًا. لينتقل بعدها إلى نادي إنتر ميلان في موسم 1951–52 ليلعب معه سبعة مواسم، مشاركًا في 186 مباراة ولم يسجل أي هدف أيضًا. ثم انتقل إلى نادي جنوى في موسم 1958–59 لمدة موسم واحد، مشاركًا في 32 مباراة ولم يسجل أي هدف أيضًا. هذا وانتقل لاحقًا إلى نادي إيه سي ميلان في موسم 1959–60 ليلعب معه ستة مواسم، مشاركًا في 132 مباراة ولم يسجل أي هدف أيضًا.

## روابط خارجية
- جيورجيو غيزي على موقع الاتحاد الدولي (مؤرشف)  (الإنجليزية)
- جيورجيو غيزي على موقع الاتحاد الأوربي (الإنجليزية)
- جيورجيو غيزي على موقع قاعدة بيانات كرة القدم.إي يو (الإنجليزية)
- جيورجيو غيزي على موقع ناشيونال فوتبول تيمز (الإنجليزية)
- جيورجيو غيزي على موقع Soccerway.com (الإنجليزية)
- جيورجيو غيزي على موقع عالم كرة القدم.نت (الإنجليزية)